# Rjavi okrogličar
Rjavi okrogličar (znanstveno ime Phylloneta impressa) je holarktična vrsta pajkov krogličarjev, ki je razširjena po Evropi..

## Opis
Dolžina telesa pri samcih znaša med 2,5 in 5,5 mm, samice pa so nekoliko večje in merijo med 3,5 in 5,5 mm.